# 중력이 사라질 때
중력이 사라질 때(When Gravity Fails)는 조지 앨럭 에핀저가 1986년에 발표한 사이버펑크 장편 소설로, 1986년 네뷸러상 및 1987년 휴고상 장편부문에 후보로 올랐다. 이 글의 제목은 밥 딜런의 노래 'Just Like Tom Thumb's Blues'의 다음 가사에서 따온 것이다. "When your gravity fails and negativity don't pull you through"
21세기의 미래(이 글이 발표된 당시보다), 중동에 있는 가상의 도시 부다인(Budayeen)을 무대로 사립탐정 마리드 오드란의 활약을 그린 이 작품은 큰 인기를 얻어 작가의 대표작으로 자리매김했으며, 같은 주인공의 이야기를 그린 속편으로 장편 『A Fire in the Sun』과 『The Exile Kiss』를, 네 편의 단편이 수록된 단편집 『Word of Night』를 발표하기도 했다.